# Illawarra Steam

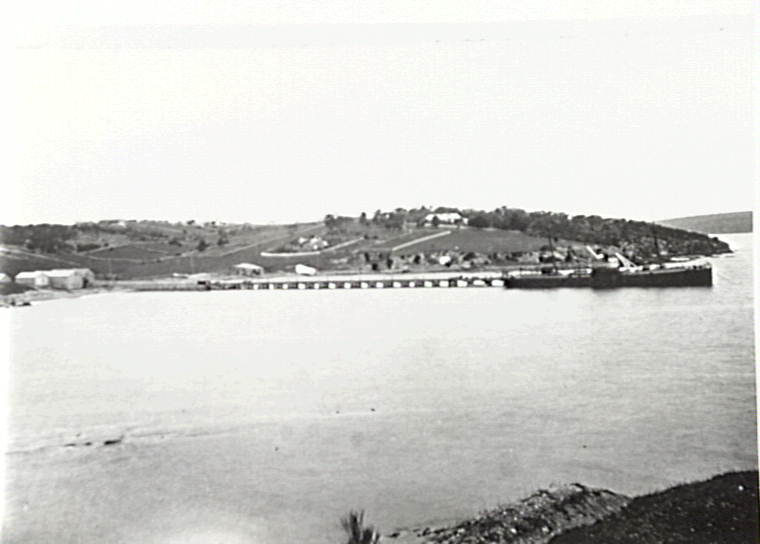
Illawarra Steam Navigation Company's SS Bega de Eden en 1903.

Illawara Steam Navigation Company (literal, Compañía de Navegación a vapor Illawarra) fue una primitiva empresa de navegación y de gestión de puertos australiana. La compañía quebró en 1955.

## Historia
La compañía naviera Illawara daba servicio a la costa sur de Nueva Gales del Sur desde 1858 hasta principios de la década de 1950. Se formó a través de la fusión de tres empresas anteriores, la General Steam Navigation Company, Kiama Steam Navigation Company y Shoalhaven Steam Navigation Company, cada una de las cuales prestaba servicio a partes de la costa sur de Nueva Gales del Sur con sus respectivos buques. Tras fusionarse, la nueva compañía tenía casi el monopolio del transporte marítimo en la costa sur, y su flota visitó todos los puertos importantes entre Sídney y la frontera de Victoria. La compañía transportaba pasajeros y gran variedad de productos, incluido el ganado. 
La eventual desaparición de la compañía se produjo como resultado de una serie de factores, incluido el aumento de la competencia en carretera y el ferrocarril, el coste de los barcos tras la Segunda Guerra Mundial, las disputas internas y el aumento de los costes. Como consecuencia, después de casi 100 años en funcionamiento, la empresa quedó en suspensión voluntaria de pagos y fue excluida de la bolsa de valores en 1955.